# Max Winders
Maximilianus Gustavus Maria Jacobus (Max) Winders (Antwerpen, 23 april 1882 - Elsene, 10 september 1982) was een Belgisch architect en monumentenzorger. Hij ontwierp vooral monumentale gebouwen in beaux-artsstijl waaronder verscheidene bankgebouwen. Onder zijn leiding werd het Leuvense Tafelrond na de Eerste Wereldoorlog heropgebouwd. Tijdens de oorlogen was hij verantwoordelijk voor het in veiligheid brengen van de Belgische goudvoorraad (Eerste Wereldoorlog) en kunstwerken uit kerken en musea (Tweede Wereldoorlog).

## Levensloop

### Afkomst en opleiding

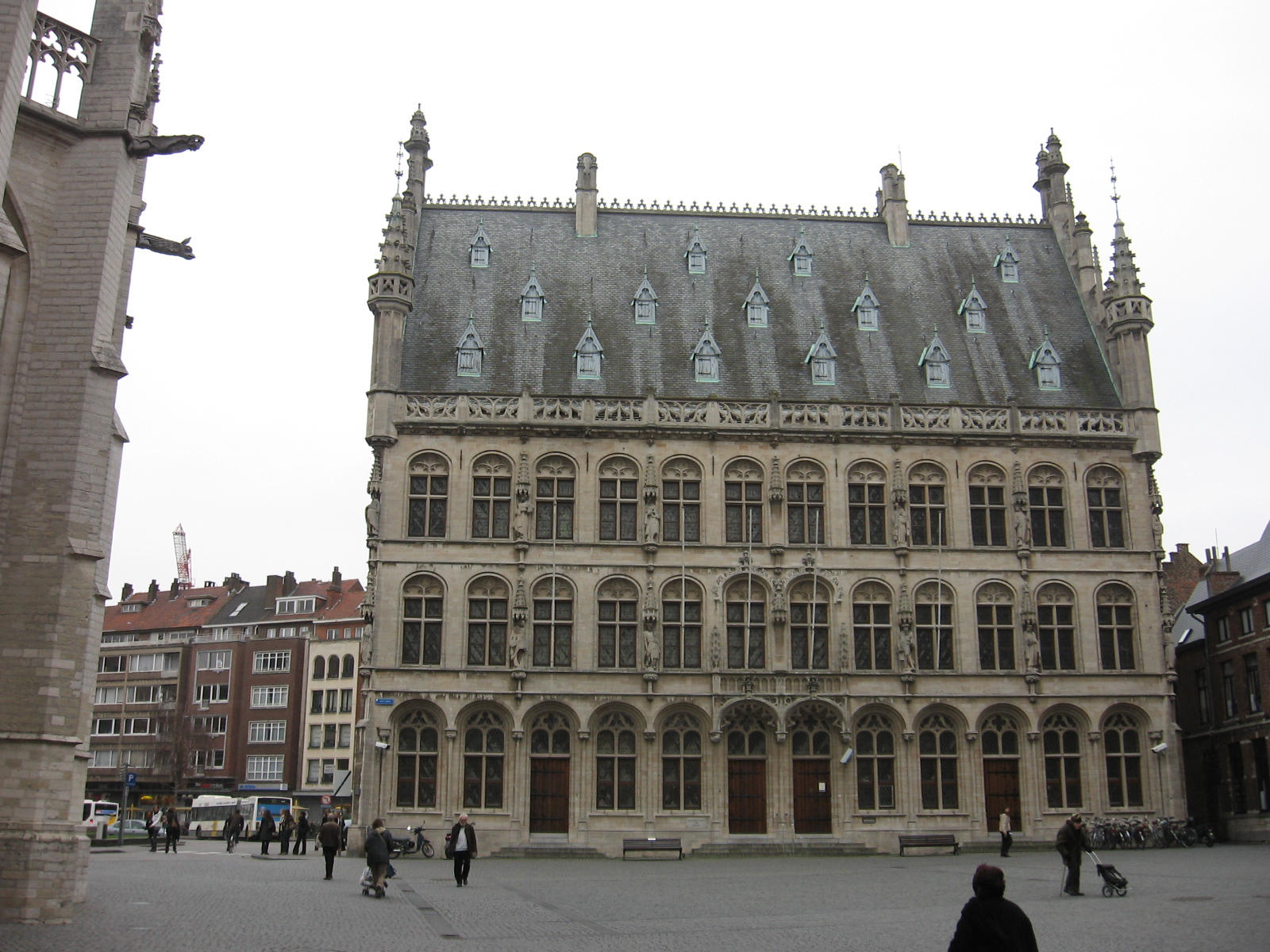
Het Tafelrond te Leuven dat onder leiding van Winders werd heropgebouwd

Hij was de zoon van architect Jean-Jacques Winders en was telg van een familie die al drie generaties in de bouw actief was. Winders groeide op in het in neo-Vlaamse-renaissancestijl gebouwde huis De Passer op Het Zuid dat zijn vader in zijn geboortejaar had ontworpen. 
Winders volgde het middelbaar onderwijs in zijn geboortestad en schreef zich in 1896 in voor de avondlessen van de Koninklijke Academie voor Schone Kunsten van Antwerpen waar zijn vader het jaar voordien tot docent was benoemd. In totaal vertoefde hij tien jaar aan de academie waar hij zowel de lessen architectuur, tekenkunst, beeldhouwkunst als schilderkunst volgde. In 1904 behaalde hij eveneens het diploma van onderwijzer in de tekenkunst.

### Nationale Bank
In 1907 huwde Winders met Cornelia Carlier, de dochter van Ferdinand Carlier, die een directeursfunctie uitoefende bij de Nationale Bank van België. Via hem en zijn zoon Hector kwam Winders in contact met de Belgische financiële wereld en kreeg hij diverse opdrachten om bankgebouwen te ontwerpen in binnen- en buitenland. Hij ontwierp onder meer het gebouw van de Banque Centrale Anversoise in 1912 en het filiaal van de Nationale Bank in Sint-Niklaas (1910) in beaux-artsstijl en diverse andere bankgebouwen in zijn geboortestad.
Winders meesterwerk was de heropbouw van het Tafelrond te Leuven dat in de beginperiode van de Eerste Wereldoorlog was vernietigd. Het werd heropgebouwd in historiserende stijl naar het 15de-eeuwse ontwerp van Matthijs de Layens die eveneens het Leuvense stadhuis had ontworpen. De eerste ontwerpen dateerden reeds van 1917, nog voor het einde van de oorlog, en de werken zelf liepen uit tot 1937. In 1930 had de Nationale Bank, de bouwheer en geldschieter voor het dure project, er haar Leuvense filiaal geopend.

### Eerste Wereldoorlog

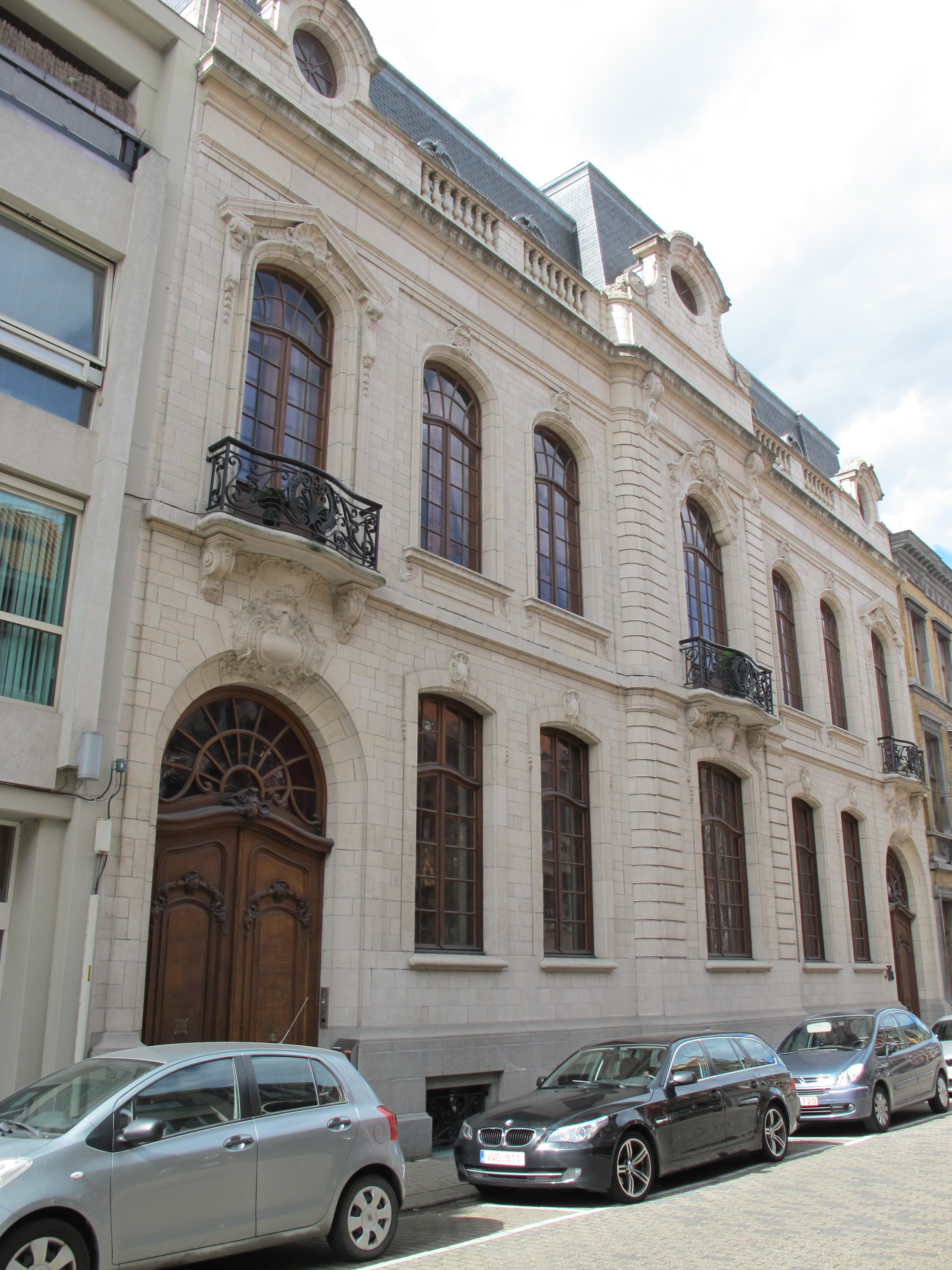
Filiaal Nationale Bank in Sint-Niklaas (1910)

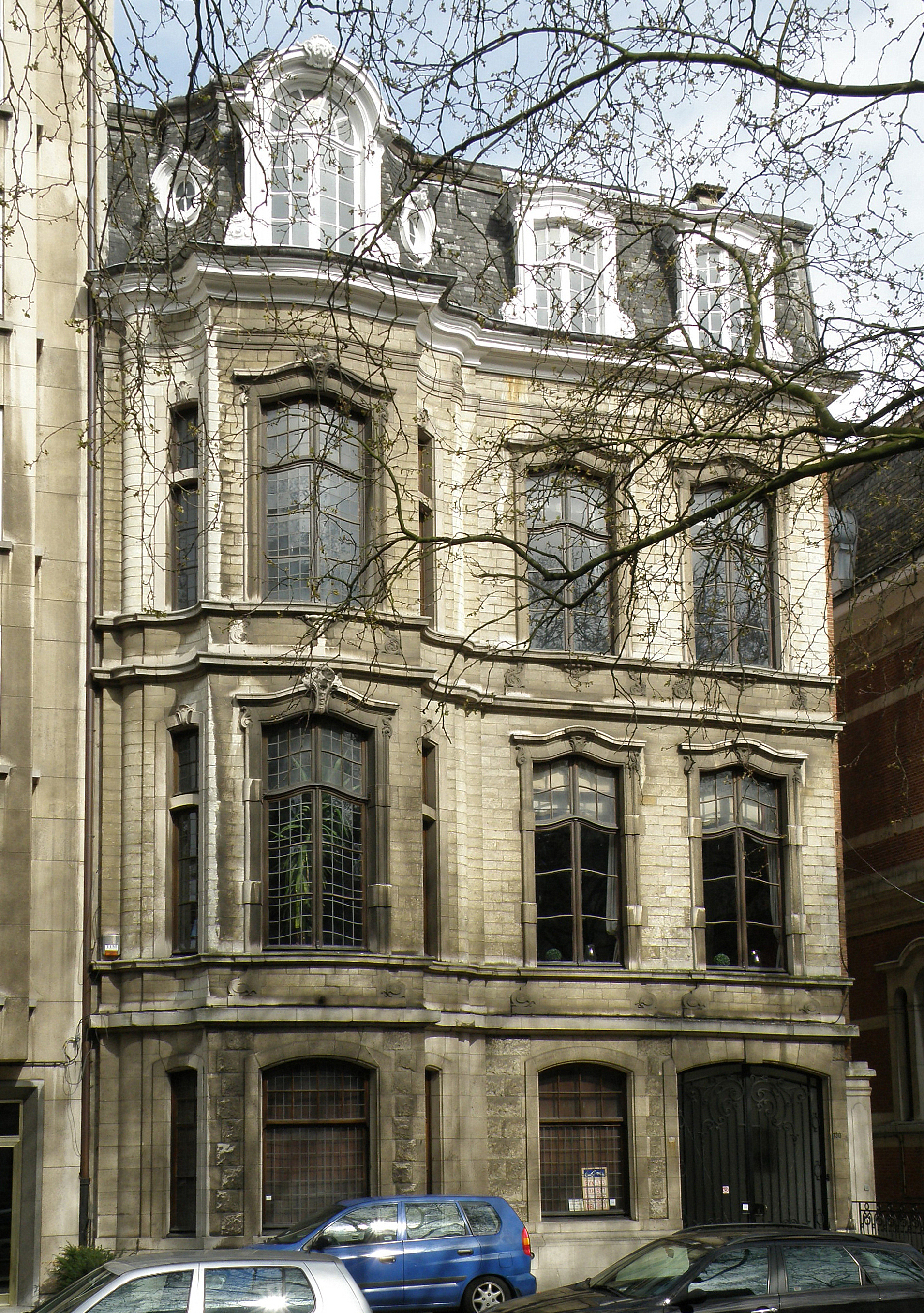
Antwerps herenhuis (1913)

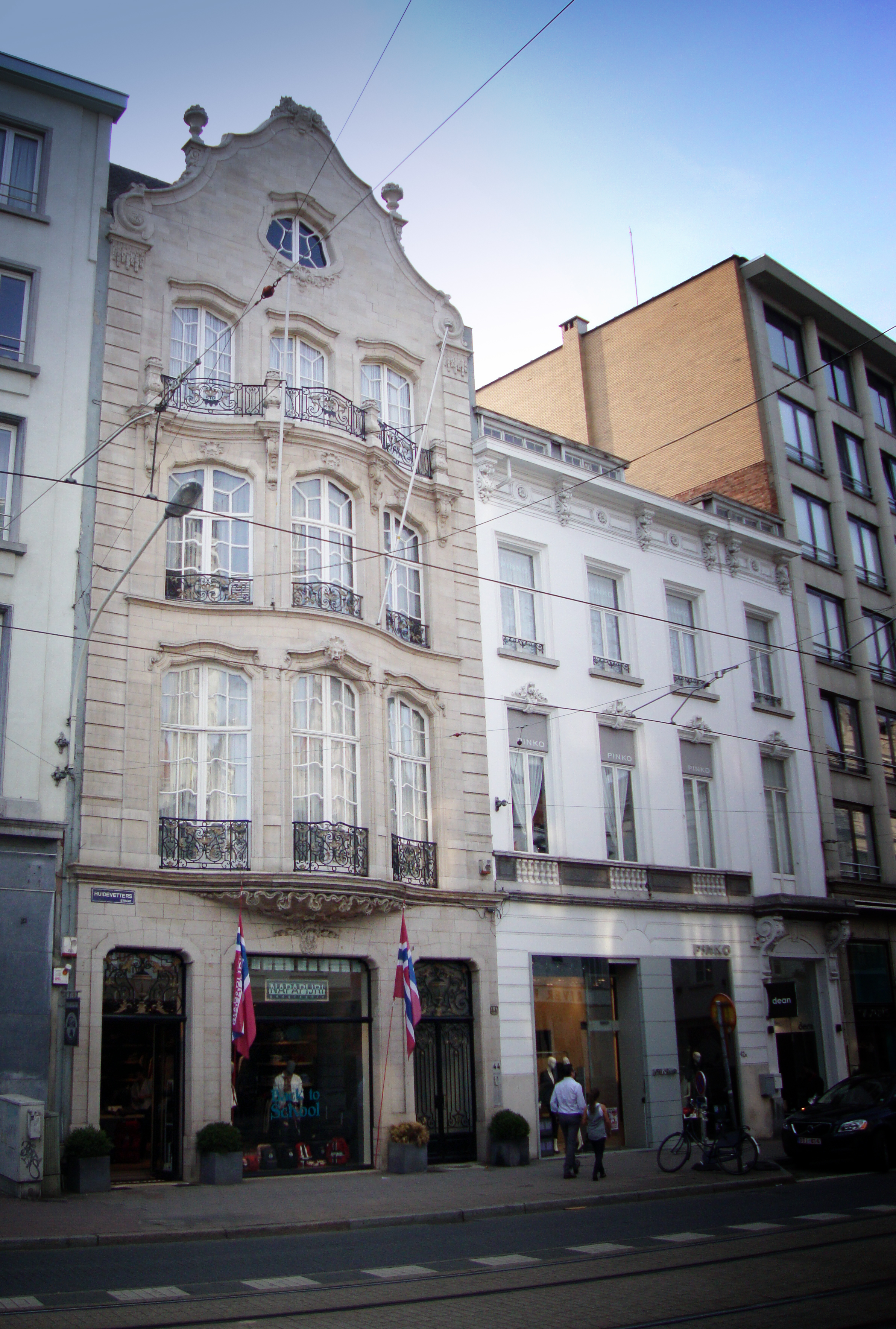
Verenigingsgebouw Cercle La Concorde (1927)

Door zijn goede relaties met de familie Carlier en de Nationale Bank werd Winders in augustus 1914 door kabinetsleider Charles de Broqueville aangesteld om de Belgische goudvoorraad in veiligheid te brengen en te vervoeren naar Engeland. Hij begeleidde het vervoer dat per schip gebeurde vanuit Antwerpen. Op het derde en laatste schip met goud vergezelde hij koningin Elisabeth en haar kinderen. Na de wapenstilstand zorgde Winders eveneens voor de terugkeer van de goudvoorraad naar België. 
Tijdens de oorlog zelf was hij verantwoordelijk voor de noodrestauraties van gebombardeerde kerken. In de provincies Antwerpen en Limburg had hij de leiding voor het opzetten van technische werkplaatsen om de wederopbouw zo snel mogelijk te kunnen aanvangen. Hij kreeg hiervoor onder meer het Oorlogskruis 1914-1918.

### Interbellum
Naast het ontwerp van bankgebouwen begon Winders tijdens het interbellum eveneens industriële gebouwen, herenhuizen en appartementsgebouwen te ontwerpen. Ook ontwierp hij gedenkmonumenten zoals het Oostendse monument voor August Beernaert uit 1927 dat in 2005 beschermd werd.
In 1934 werd hij benoemd tot lid van de Koninklijke Commissie voor Monumenten en Landschappen. Winders was al veel langer actief in de monumentenzorg. Reeds in 1912 was hij lid van de commissie die de restauratie van de toren van de Antwerpse Onze-Lieve-Vrouwekathedraal begeleidde. In 1937 vond hij het verloren gewaande graf van Margaretha van York terug in de Minderbroederskerk van Mechelen, die al sinds het einde van de 18de eeuw geen religieuze bestemming meer had. In 1935 was hij lid geworden van de beheerraad van de Antwerpse musea voor kunst en archeologie.

### Tweede Wereldoorlog
Bij het begin van de Achttiendaagse Veldtocht kreeg Winders de opdracht van het aartsbisdom Mechelen om zoveel mogelijk Belgische kerkschatten in veiligheid te brengen. Vele schilderijen en zelfs glasramen wist hij onder te brengen in Frankrijk, waar hij sinds 1938 lid was van de Société centrale des architectes français. Ook de topkunstwerken uit Antwerpse, Gentse en Brugse musea, waaronder werken van onder meer Jan van Eyck, Hans Memling en Hugo van der Goes, werden in Zuid-Franse kastelen ondergebracht.
In mei 1943 werd door het ministerie van Onderwijs een Commissie voor het beschermen van klokken opgericht om de meest waardevolle kerkklokken te vrijwaren van opeising door Nazi-Duitsland om er kanonnen van te maken. Joseph De Beer, conservator van het museum op het kasteel Sterckshof werd voorzitter van de commissie die verder onder meer bestond uit Winders als afgevaardigde van de monumentencommissie, Jozef Muls en Constant Leurs. Zij slaagden erin om ruim duizend historisch waardevolle klokken uit Duitse handen te houden.

### Nadien
In 1947 werd Winders verkozen tot corresponderend lid van de Académie des beaux-arts van het Institut de France waar hij Adolphe Max opvolgde. In 1949 werd hij ondervoorzitter van de Vrienden van het Rubenshuis, dat enkele jaren eerder als stedelijk museum was ingericht. Eveneens in 1949 werd hij voorzitter van de Koninklijke Academie voor Oudheidkunde van België waar hij reeds sinds 1911 lid van was geworden. 
Op vraag van minister van Buitenlandse Zaken Paul van Zeeland kreeg Winders in 1953 de opdracht om in de Verenigde Staten geschikte locaties te zoeken voor een nieuw ambassadegebouw in Washington en een nieuw consultaatsgebouw in New York. Datzelfde jaar reisde hij eveneens naar Tokio om de constructie van een nieuwe ambassade te bestuderen.
In 1956 werd Winders verkozen tot voorzitter van de Société centrale d'architecture de Belgique, waarvan hij reeds sinds 1927 geaffilieerd lid was. Het jaar nadien was hij voorzitter van de afdeling Historische Monumenten op het internationale architectencongres van Parijs. Van 1966 tot 1968 was Winders voorzitter van de Koninklijke Commissie van Monumenten en Landschappen en hij kreeg er in 1969 het erevoorzitterschap aangeboden.
Winders stierf op 100-jarige leeftijd in Elsene, en werd bijgezet in het grafmonument van de familie Carlier op de begraafplaats van Berchem, een neogotisch monument dat hijzelf in 1932 had ontworpen.

## PaneelDe rechtvaardige rechters
Max Winders wordt regelmatig in verband gebracht met het gestolen paneel De rechtvaardige rechters van Het Lam Gods. Tijdens de Tweede Wereldoorlog was de Duitser Henry Koehn als adviseur van de afdeling Kunstschutz (bescherming van de kunstvoorwerpen) naar Brussel gestuurd door minister van Volksvoorlichting en Propaganda Joseph Goebbels om het gestolen paneel trachten terug te vinden. Het was Winders die als eminent kunstkenner en lid van de Koninklijke Commissie voor Monumenten en Landschappen Koehn begeleidde in 1941 tijdens diens onderzoek in het bisdom Gent en anderzijds in 1942 tijdens een inspectie van de crypte van de Sint-Baafskathedraal. Sommige onderzoekers naar het verdwenen paneel waren ervan overtuigd dat Winders hierover meer wist. Hij zou net voor de neus van Koehn het schilderij uit de crypte van de kathedraal hebben kunnen verwijderen en verklaarde later hierover : On l’a retrouvé, mais dans quel état! (Wij hebben het teruggevonden, maar in welke staat!). Winders weigerde nadien nog enige verklaring hierrond af te leggen.

## Ontworpen bouwwerken (selectie)

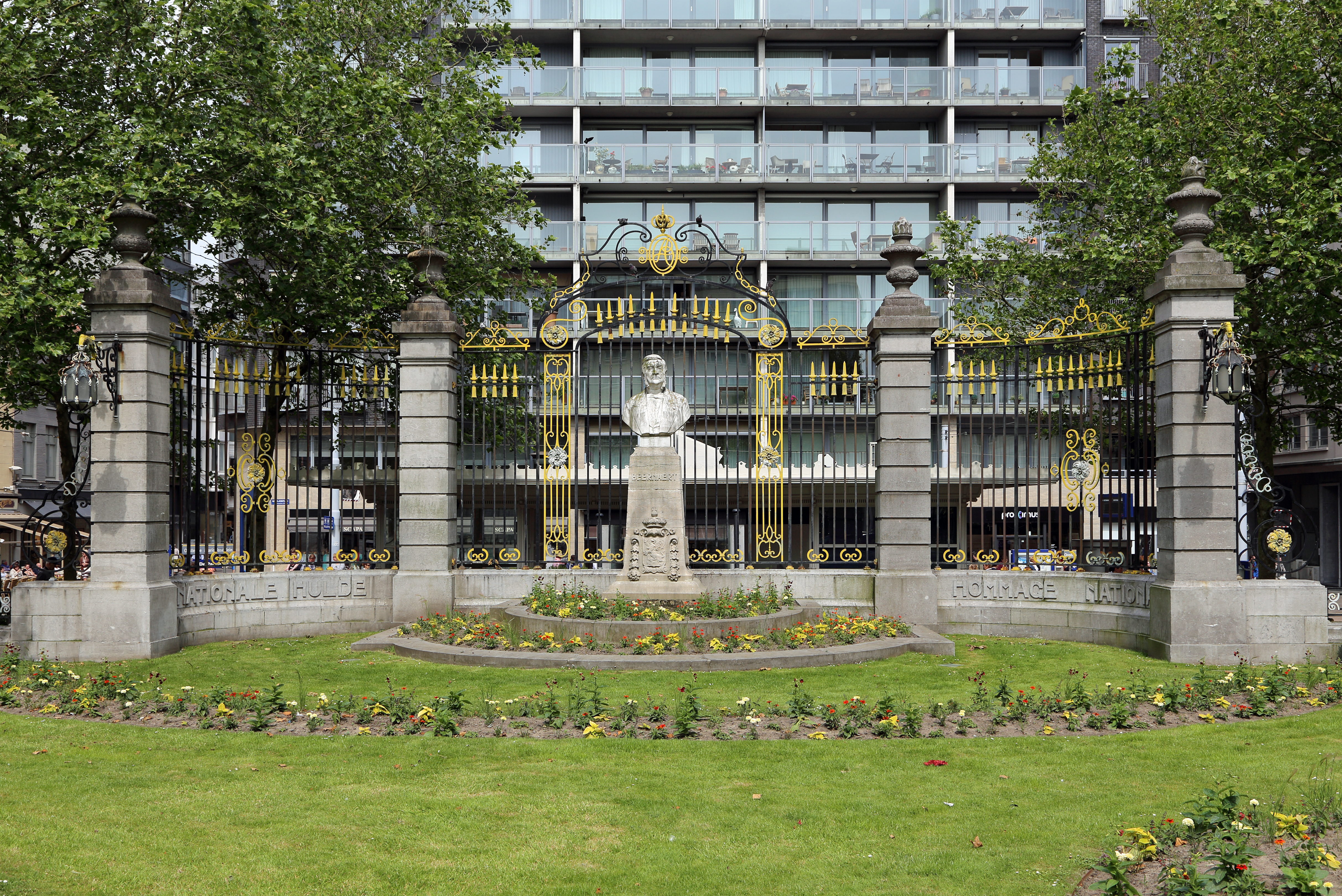
Monument August Beernaert (1927)

- Opbrengsthuis Leuvense Steenweg 30-32, Sint-Joost-ten-Node, 1907
- Opbrengsthuis, Schaarbeek, 1908
- Diamantbeurs Fortunia, Antwerpen, 1910
- Huis De Simme, Antwerpen, 1910 (beschermd in 1981)
- Filiaal Nationale Bank van België, Sint-Niklaas, 1910
- Bankgebouw Banque de l'Union Anversoise, Antwerpen, 1911-1913 (samen met Emile Vereecken)
- Hoofdzetel Banque Centrale Anversoise, Antwerpen, 1912-1913 (samen met Joseph Hertogs)
- Herenhuis in neo-Lodewijk XV-stijl Jan Van Rijswijcklaan 130, Antwerpen, 1913
- Filiaal Caisse Hypothécaire Anversoise, Antwerpen, 1915
- Tafelrond, Leuven, 1917-1937 (beschermd sinds 2004)
- Kasteel Boterberg, Kalmthout, 1922-1940 (verbouwing en uitbreiding bestaand kasteel)
- Hoofdzetel Algemeene Bankvereeniging, Antwerpen, 1921-1922 (afgebroken, maar ingangsrisaliet werd heropgebouwd)
- Bankgebouw Banque Hypothécaire et Immobilière d'Anvers, Antwerpen, 1924
- Burgerhuis in beaux-artsstijl Lange Lozanastraat 234, Antwerpen, 1925
- Monument August Beernaert, Oostende, 1927 (beschermd in 2005)
- Verenigingsgebouw Cercle La Concorde, Antwerpen, 1927
- Jachthuis, Schijf (Nederland), 1928 (eveneens boerderij en stallen op hetzelfde domein, 1935-1939
- Hoofdzetel Caisse Hypothécaire Anversoise, Antwerpen, 1929
- Hotel Billiard Palace, Antwerpen, 1929
- Herdenkingsmonument Franse soldaten op begraafplaats Schoonselhof, Antwerpen, 1929
- Gebouwen petroleumraffinaderij, Saint-Pol-sur-Mer (Frankrijk), 1931
- Neogotisch grafmonument bankiersfamilie Carlier, Berchem, 1932
- Modern classicistische villa Franklin Rooseveltlaan 73, Brussel, 1938
- Modern classicistische huis Franklin Rooseveltlaan 154, Brussel, 1938
- Heldenmonument begraafplaats van Merksem, Merksem, 1950
- Bankgebouw Société Française de Banque et de Dépots, Antwerpen, 1953 (ombouw bestaand gebouw tot bank)